# 크리스티안 라이몬디
크리스티안 라이몬디(이탈리아어: Cristian Raimondi, 1981년 4월 30일 ~ )는 이탈리아의 은퇴한 축구 선수이다.